# Карен Хорни
Карен Хорни (на немски: Karen Horney, правилно произношение от немски език: Хорнай) е германска психодинамична психоложка от норвежки и холандски произход. Нейните теории поставят под въпрос някои традиционни Фройдистки гледни точки, особено неговата теория за сексуалността, както и инстинктивната ориентация на психоанализата и нейната генетична психология. Като такава често е класифицирана като неофройдист.

## Теория
Хорни подчертава значението на социалните условия и факторите на средата при формирането на личността. В първата си книга очертава едно от най-важните си понятия – базисната тревожност. Това чувство у детето възниква от факта, че е „изолирано и безпомощно в потенциално враждебен свят“ и затова не е вродено, а е продукт на нашата култура и възпитание. Тази тревожност е основното условие за по-нататъшните личностни трудности. От нея възниква базисния импулс към сигурност: да се чувстваш сигурен означава свободен от тревожност. Чрез взаимодействието си с обществото хората придобиват и други потребности. Хорни ги разделя на 3 групи:
1. да се придвижваш към хората (приближаване, привързаност);
2. да се движиш срещу хората (власт, експлоатация);
3. да се отдалечаваш от хората (ограничаване на собствения живот, самодостатъчност).

Тези три сили очевидно могат да влязат в конфликт една с друга. Нормалният човек разрешава конфликта, като ги интегрира. Конфликтите могат да се разрешат или да се избегнат, ако детето е отгледано сред любов и уважение, ако се е чувствало желано и сигурно и е било обградено с доверие. Когато човек приеме едната ориентация за сметка на другите, могат да възникнат три типа личност в зависимост от ориентацията:
- отстъпчив тип – (движещ се към хората);
- враждебен тип – (движещ се срещу хората);
- откъснат тип – (отдалечаващ се от хората).

Другото основно понятие на Хорни – идеализираният образ, също е свързано с конфликтите. Тук има несъответствие между Аз-образа на човека и реалното му Аз.